# Cotoneaster neoantoninae
Cotoneaster neoantoninae är en rosväxtart som beskrevs av A. Vassiliev. Cotoneaster neoantoninae ingår i släktet oxbär, och familjen rosväxter. Inga underarter finns listade i Catalogue of Life.